# Milieu
Milieu (/miˈljø/) è una parola di origine francese adottata in italiano, che significa «contesto», «ambito», «ambiente», usata, in special modo, dal punto di vista sociale e culturale; ad esempio, può essere utilizzata per indicare l'ambito sociale e culturale in cui opera un soggetto, un artista, o da cui emerge una corrente di pensiero. 
Nell'originale francese può altresì indicare un ambiente malavitoso, un giro d'affari losco, come testimonia l'espressione Le Milieu attribuita ad alcune organizzazioni criminali.